# August Verhaegen
August Verhaegen (* 5. August 1941 in Pulle, Belgien; † 7. Dezember 2012 in Grobbendonk) war ein belgischer Radrennfahrer. 

## Sportliche Laufbahn
Verhaegen begann seine Radsportkarriere als Amateur bei den Straßenfahrern und blieb während seiner Laufbahn dem Straßenrennsport treu. Als 22-Jähriger erreichte er seine ersten nennenswerten Siege. Im März 1963 gewann er die Amateurausgabe des Eintagesrennens Flandern-Rundfahrt. Daraufhin nominierte ihn der belgische Radsportverband für die Internationale Friedensfahrt. Dort gehörte er im Mai zu den auffälligsten Akteuren, gewann eine Etappe und trug auf fünf Tagesabschnitten das Gelbe Trikot des Spitzenreiters. Er beendete das Etappenrennen  als Zweiter der Einzelwertung. 
Anschließend trat Verhaegen in das Berufsfahrerlager über, wo er einen Vertrag beim französischen Radsportteam Mercier-BP-Hutchinson erhielt. Zu seinen ersten Profirennen gehörte im Juni 1963 Brüssel-Lüttich, wo er unter 38 platzierten Teilnehmern nur den 36. Rang erreichte. Anschließend fuhr er bei der Tour de France 1963 mit und kam erneut nur auf den drittletzten Platz. 1964 fuhr Verhaegen vorwiegend kleinere Rennen in Belgien, bei denen er viermal Sieger wurde. Seine einzige Notierung bei einem Klassiker des Jahres 1964 erreichte er bei Paris–Roubaix, unter 81 Platzierten wurde er 36. Bei der Tour de France 1965 tauchte Verhaegen erneut in den Ergebnislisten auf. Nun für den belgischen Rennstall Wiel's-Groene Leeuw fahrend, erreichte er bei zwei Etappen den 3. Platz und beendete die Tour de France unter 96 Notierten als 45. Zuvor war er bei der Spanien-Rundfahrt 35. geworden, bei regionalen Rennen siegte er 1965 fünfmal. 1966 wurde Verhaegen nur bei regionalen Rennen in den Ergebnislisten geführt, bei denen er dreimal als Sieger in Erscheinung trat. In seinem letzten Profijahr gehörte er dem belgischen Rennstall Mann-Grundig an, erreichte aber keine nennenswerten Platzierungen mehr.